# Deadly Towers
Deadly Towers är ett actionrollspel utvecklat av Lenar och utgivet av Irem till NES. Spelet släpptes i Japan den 15 december 1986, och i Nordamerika i september 1987.
Spelet var ett av de tidigaste rollspelen till NES som utgavs i Nordamerika.

## Handling
En månljus kväll under hans kröningsceremonin sitter prins Myer nere vid sjön och funderar över kungarikets framtid. Plötsligt dyker en kami vid namn Khan upp från sjön, och antar skepnaden av en människa. Han varnar för att den onde Rubas försöker överta kungariket Willner Kingdom med hjälp av sju magiska klockor, och använda dem för att kalla på en monsterarmé.
Myer måste ge sig av norrut, mot bergen och bränna ner sju klockorna i en magisk eld, samt bränna ner de sju klocktornen i Rubas palts, och slutligen besegra Rubas.

### Fotnoter
1. 1 2  ”Deadly Towers”. NES DB. 2 mars 1987. Arkiverad från originalet den 28 juni 2014. https://archive.is/20140628094835/http://www.nesdb.se/game_more.php?id=7&rid=4. Läst 28 juni 2014.